# Аерозоль (лікарська форма)

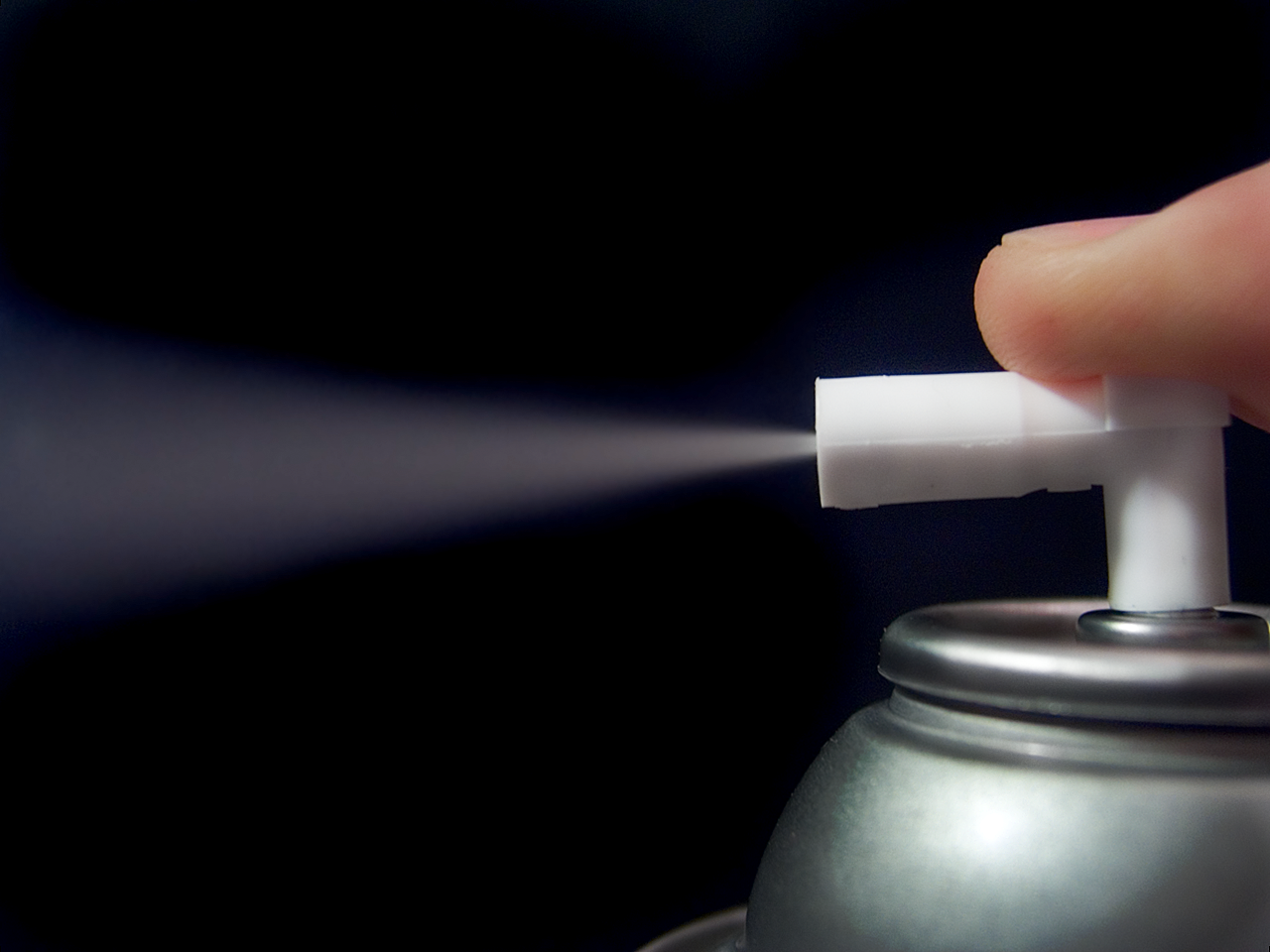
Аерозольний балончик

Лікарські аерозолі — являють собою аеродисперсні системи, в яких дисперсним середовищем є повітря, газ або суміш газів, а дисперсною фазою — найдрібніші частинки рідких або твердих лікарських засобів (розмірами частинок від одного до декількох десятків мікрометрів).
Випускають лікарські аерозолі в спеціальних балонах, які мають розпилюючу головку з клапанним пристроєм. Всередині балону знаходиться лікарський засіб в формі розчину, емульсії або суспензії і пропелент — газ або суміш газів під тиском 19,6—29,4 Па. Назначають аерозолі зовнішньо для інгаляції. В стаціонарних умовах використовують установки, які розміщують в приміщеннях і, створюючи компресором відповідний тиск, розпилюють лікарські засоби. Вони надходять у кров шляхом дифузії через легеневу тканину і швидко проявляють загальну дію.
У вигляді аерозолів медикаменти призначають переважно для отримання місцевого ефекту (при бронхіальній астмі, запальних процесах дихальних шляхів), хоча більшість лікарських засобів (адреналіну гідрохлорид, ментол, більшість антибіотиків), введених таким шляхом, всмоктуються і виявляють також загальну дію. Інгаляційний шлях зручний для введення препаратів, що практично не мають системного впливу і погано всмоктуються в кишечнику (іпратропію бромід). Вдихання газоподібних або дрібнодиспергованих твердих і рідких лікарських засобів (аерозолів) забезпечує майже таке саме швидке потрапляння їх у кров, як і введення у вену, не супроводжується травмуванням від ін'єкційної голки, що є важливим стосовно дітей, осіб похилого віку і виснажених хворих. Ефектом легко керувати, змінюючи концентрацію речовини у повітрі, що вдихається. Швидкість всмоктування залежить від об'єму дихання, площі активної поверхні альвеол, їх проникності, розчинності препаратів у ліпідах, іонізації молекул лікарського засобу, інтенсивності кровопостачання тощо.

## У ветеринарії
У ветеринарії аерозолі застосовують для групової профілактики і лікування респіраторних захворювань тварин. Наприклад, аерозоль етонію, сульфацил-натрію або сульфантролу застосовують для групової профілактики й лікування респіраторних захворювань телят, викликаних золотистим стафілококом, кишковою паличкою, протеєм, мікоплазмами; аерозоль йодистого алюмінію застосовують для групової обробки поросят при бронхопневмоніях; фрадизин-10 — для лікування і профілактики бронхопневмоній свиней і респіраторного мікоплазмозу курей.